# Гатцук, Николай Алексеевич
Николай Алексеевич Гатцук (укр. Микола Олексійович Гатцук) — украинский фольклорист, лингвист, писатель

 второй половины XIX века. Псевдонимы — М. Глэк, М. Куцый и др.

## Творческая деятельность
Издал сборники:
- «Жатва родного поля» (укр. «Ужинок рідного поля») (1857) — помещены украинские песни, думы, поговорки, пословицы;
- «Девять струн украинской бандуры» (укр. «Дев’ять струн української бандури»)(1863) — представлены украинские песни с нотами.

Написал один из первых украинских букварей — «Украинская азбука» («Українська абетка»), где среди прочих материалов помещены украинские думы о Хвеське Ганже Андибере, о смерти казака-бандуриста, о бедной вдове, о сестре и брате, а также украинские пословицы, поговорки, колядки и т. п.
Автор драмы «Оксана» (1907), отмеченной влиянием украинских народных песен.

## Правописание
Гатцук исследовал вопросы украинского правописания. В статье «О правописании, заявленном украинскими писателями с 1834 года по 1861 г.» («Основа», 1862, № 7) охарактеризовал системы украинского правописания, которые разработали Михаил Максимовович, Левко Боровиковский, Амвросий Метлинский, Пантелеймон Кулиш и др. Статья была направлена против кулишовки.
Михаил Максимович отстаивал этимологическое правописание с использованием диакритических знаков для воссоздания украинского произношения. Попытка приблизить украинское письмо к фонетическому сделал Пантелеймон Кулиш в издании «Записки о Южной Руси» (1856) и в «Граматци» (1857). Значительно дальше в фонетизации украинского правописания пошёл Гатцук. В книге «Жатва родного поля», изданной под псевдонимом М. Куцый, он фактически применил фонетическую транскрипцию с большим количеством надстрочных знаков. Например:
Применённый Гатцуком в букваре, в ряде других произведений правописание (использование надстрочных знаков при соответствующих буквах — точек, скобок и т. п.) не получило распространения. Как отмечал Николай Сумцов в статье о Гатцуке в энциклопедии Брокгауза и Ефрона, «правописание очень странное и неудобное».